# تفجير سفارات الولايات المتحدة 1998
حدث تفجير سفارات الولايات المتحدة في كل من دار السلام (تانزانيا) ونيروبي (كينيا)؛ في وقت واحد وذلك في 7 أغسطس 1998 بالتزامن مع الذكرى السنوية الثامنة لقدوم القوات الأمريكية للمملكة العربية السعودية.

## التفجيرات
في السابع من أغسطس 1998 ما بين 10:30 و 10:40 صباحا بالتوقيت المحلي توقفت شاحنات محملة بالمتفجرات أمام السفارات في نيروبي ودار السلام وأنفجروا في وقت واحد تقريبا وأسفروا عن مقتل 213 شخص في نيروبي بالإضافة إلى أحد عشر شخصا في دار السلام كانت غالبيتهم من الكينيين.
بينما كان يقود سائق الشاحنة ومعه محمد راشد داود العوهلي سريعا إتجاه سفارة نيروبي نبهوا حارس أمن محلي لفتح البوابة ولكنه رفض فأطلقوا النار عليه وقذف العوهلي قنبلة صاعقة يدوية على حرس السفارة قبل خروجه من الشاحنة وهروبه قبل الانفجار بلحظات، فيما بعد قال أسامة بن لادن أنه كان يعتزم إطلاق النار على الحراس لتمهيد الطريق للشاحنة ولكنه قد ترك مسدسه في الشاحنة.

## ردود الفعل
قام الرئيس بيل كلينتون في رد فعل على التفجيرات بقصف عدة أهداف في السودان وأفغانستان؛ بصواريخ كروز في 20 أغسطس 1998، وقد دمرت هذه الصواريخ في السودان مصنع الشفاء للأدوية الذي كانت تصنع به 50 ٪ من الأدوية في السودان وأعلنت إدارة الرئيس كلينتون أنه توجد أدلة كافية لإثبات أن المصنع ينتج أسلحة كيميائية ولكن أثبت تحقيق بعد القصف ان هذه المعلومات كانت غير دقيقة.
واتهمت السلطات الأمريكية 22 شخصاً في مؤامرة تفجير السفارتين، يأتي على رأس قائمة المتهمين أسامة بن لادن.